# 松竹富士
松竹富士（しょうちくふじ）は、かつて存在した日本の映画配給会社。松竹の子会社で、主に洋画配給を行っていた。資本金1000万円。

## 概要・沿革
- 1959年 - 松竹は外国部を独立させて、セレクト・インターナショナル映画社と合弁で松竹セレクト国際映画を設立。
- 1962年 - 合弁を解消し松竹国際映画に社名変更。後に映配株式会社と合併し松竹映配が発足。松竹映配には別会社として松竹が全株を保有する洋ピン（洋画ポルノ）の輸入・配給を行うグローバルフィルムがあった[2]。
- 1973年9月1日 - 赤字が7～8億円出たため[2]、大量の希望退職者募集などで、35人が退職[2]。その後の成り行きが注目されたが[2]、松竹映配を解散し、受け皿として富士映画が発足[2]。親会社の松竹は松竹映配を撤収するのではというウワサもあったが、経営理念（城戸インターナショナリズム）として外国に門戸を閉ざすのはまずい、清算会社といわれたくない、それに松竹が外国映画の輸入・配給から手を引けば、みすみす東宝・東和連合軍（TYチェーン）の軍門に降ることになる（松竹洋画）、また洋画配給では松竹は先達でもあり、松竹映配でたまった重荷を軽くして、新たに洋画配給に討って出るという計算があった[2]。従業員45人[2]。業務は全面的に引き継がれたが、松竹映配という会社は残された[2]。代表取締役に松竹本社の奥山融・木川道彦の二常務が兼任[2]。奥山は当時、松竹の営業・宣伝・興行の担当者で、松竹の輸入・配給の実行部門を担う[2]。木川は経理の担当。グローバルフィルムは残し、従来通り、外国のポルノ映画の輸入・配給を行った[2]。
- 1983年 - 松竹富士株式会社に社名変更。
- 1999年8月31日 - 松竹の合理化に伴い解散し[1]、以降の松竹の洋画配給は本社映像本部が行っている[注釈 1]。

## 主な作品
- 戦場のメリークリスマス（1983年）
- クジョー（1984年）
- 海燕ジョーの奇跡（1984年）
- コーラスライン（1985年）
- ハイランダー 悪魔の戦士（1986年） - 東北新社との共同配給
- スーパーマリオブラザーズ ピーチ姫救出大作戦!（1986年）
- 旅立ち 〜亜美・終章〜（1986年）
- プロジェクトA子（1986年）
- モスキート・コースト（1987年）
- ラストエンペラー（1987年）
- 劇場版それいけ!アンパンマン（1989年～1998年） - 松竹との共同製作・配給（1992年のみ）（※1999年から2011年までは東京テアトルとメディアボックスとの共同配給、2012年以降は東京テアトルの単独配給）
- 超神伝説うろつき童子 オリジナル劇場公開版（1989年）
- ミルキィパッション 道玄坂 愛の城（1990年）
- OVAウィザードリィ（1991年）
- テルマ&ルイーズ（1991年）
- トムとジェリーの大冒険（1992年） - 松竹との共同配給
- セブン・イヤーズ・イン・チベット（1997年） - 日本ヘラルド映画との共同配給
- ライフ・イズ・ビューティフル（1998年） - アスミックとの共同配給
- シン・レッド・ライン（1998年）